# Abtei Santa Maria di Valdiponte

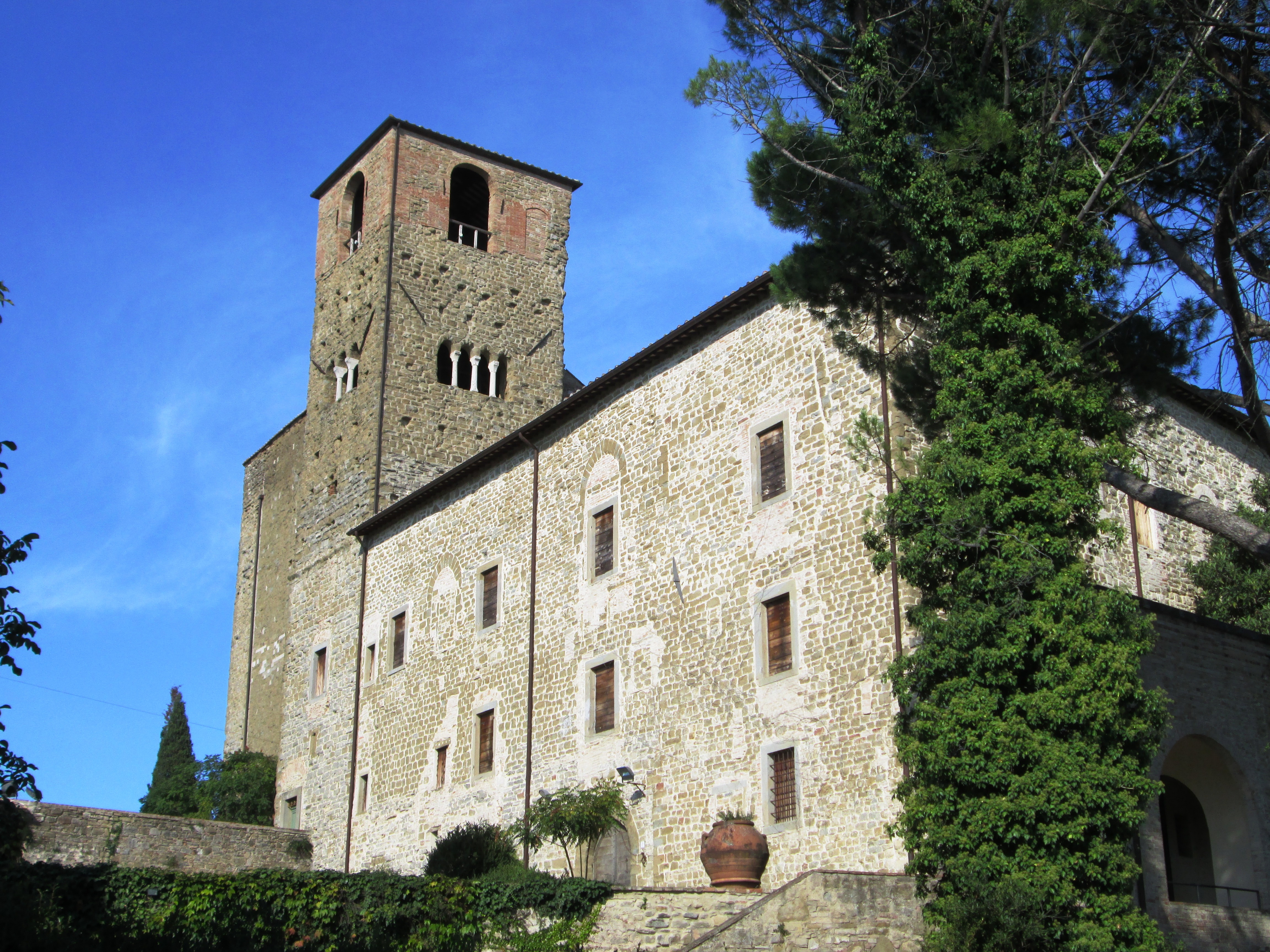
Abtei Santa Maria di Valdiponte – Westseite

Die Abtei Santa Maria di Valdiponte (auch Abtei Montelabate) ist eine ehemalige Benediktinerabtei, später Zisterzienserabtei nördlich von Perugia in Italien, in der Nähe der Weilers Montelabate.

## Geschichte

### Gründung
Das Gründungsdatum des Klosters lässt sich nicht genau bestimmen, aber kann in das 9. bis 10. Jahrhundert datiert werden. Die erste urkundliche Erwähnung stammt aus dem Jahr 969: Papst Johannes XIII. bestätigte dem Abt Pietro mit einem Privileg die klösterlichen Besitztümer und beauftragte ihn mit der Wiederherstellung und Reform des Klosters nach der alten Regel des Heiligen Benedikts. Daher kann angenommen werden, dass das Kloster bereits eine erste Entwicklungsgeschichte Gründung – Wachstum – Verfall hinter sich hatte.
In Wahrheit bereitet die Auslegung dieses Dokumentes einige Schwierigkeiten. Es existieren nur Abschriften des perugianischen Gelehrten Annibale Mariotti und Pater Giancolombino Fatteschi aus dem 18. Jahrhundert. Diese Kopien stammen nicht vom Original, sondern von einer weiteren, nicht bekannten
Abschrift. Vittorio De Donato, der Herausgeber der ältesten Dokumente des Klosters, konnte es nur durch die Namen des Scriniario und des Datario Papst Johannes XIII. zuschreiben (zuvor hatten Gelehrte wie Amatori die Autorschaft Papst Johannes XIX. zugeschrieben und es damit um etwa ein Jahrhundert später, auf das Jahr 1030, datiert). Darüber hinaus besteht eine offensichtliche Gleichnamigkeit zwischen dem Abt von Valdiponte und dem Abt von San Pietro di Perugia (beide trugen anscheinend den Namen Pietro), der aller Wahrscheinlichkeit nach auch Empfänger einer Bulle von Johannes XIII. war. Dies veranlasste Giorgio Cencetti zu der Hypothese, dass das Originaldokument tatsächlich an letzteren adressiert war und dass das Dokument, von dem sich Kopien in den Archiven von Valdiponte befinden, im 18. Jahrhundert angefertigt wurden und in Wirklichkeit eine Fälschung von einem Mönch oder Notar ist.
Die erste sichere Erwähnung von Valdiponte in einem Originaldokument, ist die Erwähnung in einem Testament vom September 995, das im Staatsarchiv Perugia erhalten ist.

### Erweiterung
Das 11. und 12. Jahrhundert war für die Abtei die Phase der Expansion ihres Grundbesitzes und der Bestätigung ihrer Vorherrschaft über ein weiträumiges Territorium, das, ohne die weiter entfernten und isolierten Besitzungen mitzuzählen, im Westen bis zum Trasimenischen See, im Süden bis zur Stadt Perugia, im Osten sogar bis zur Diözese Gubbio und im Norden bis zum heutigen Umbertide reichte. Der Aufbau eines solchen Vermögens erfolgte, typisch für die klösterlichen Stiftungen jener Zeit, durch Schenkungen pro anima oder die Abtretung von Rechten.
Entscheidend für das weitere Schicksal des Mönchsklosters war die direkte Unterwerfung unter den Heiligen Stuhl und die Befreiung von jeglichem Anspruch der lokalen bischöflichen Macht. Valdiponte erreichte dieses Ziel auf indirektem Weg. Im Laufe der Geschichte vereinigte es sich mit zwei anderen wichtigen klösterlichen Einrichtungen des Gebietes, wiederum San Pietro di Perugia und San Salvatore di Monteacuto. Von Benedikt IX. (1034) und Gregor VI. der Gerichtsbarkeit des Bischofs Andrea von Perugia unterstellt, hoben dessen Nachfolger Clemens II. und Leo IX., die Verfügung auf, um die Zersplitterung der Güter zu stoppen. Sie bestätigten den jeweiligen Äbten ihre beweglichen und unbeweglichen Besitztümer, sowie das Recht auf den Erhalt von Zehnten und Erstlingsfrüchten, die Befugnis einen beliebigen Bischof für die Weihe von Klerikern zu wählen, sowie ihre unmittelbaren Unterordnung unter den Papst, womit die Abtei Valdiponte eine weitreichende Exemtion erlangt hatte.
Im 11. und 12. Jahrhundert verbreiteten sich in Europa klösterliche Reformbewegungen, beginnend mit Cluny und Cîteaux, und endend mit den neuen Konzepten, die von Kamaldulenser, Vallombrosaner usw. ausgearbeitet wurden. Valdiponte blieb jedoch außerhalb dieser allgemeinen Erneuerungstendenz: die Abtei wurde nicht Teil einer neuen Kongregationsstruktur und blieb eine Benediktinerabtei der primitiven Observanz, autonom und exempt mit der direkten Unterordnung unter den Papst (erst 1749 wurde die Zisterzienserreform eingeführt).
Ab dem 13. Jahrhundert ändert sich die Art der Dokumentation: Die Quellen bestehen aus dem diplomatischen Fundus (die ersten im Register aufbewahrten Aufzeichnungen existieren ab 1265), aber Schenkungen und Erwerbungen werden seltener und weichen einer zunehmende Anzahl von Erbpachtverträgen mittlerer und langer Laufzeit an vom Kloster abhängigen Laien.
An einem strategisch wichtigen Punkt zwischen den beiden Städten Perugia und Gubbio gelegen, unterhielt das Kloster Beziehungen zu beiden Gemeinden. Nach den Dokumenten scheinen die Beziehungen zu Perugia intensiver gewesen zu sein, aber im Großen und Ganzen ruhig, die zu Gubbio eher sporadisch, aber mit Spannungen. Die vielleicht größten Reibereien zwischen dem Kloster und Gubbio ereigneten sich in den Jahren 1270 bis 1276, als Gubbio versuchte, die Kontrolle über das Castrum Fiblini zu erlangen. Diese Episode muss in den größeren Kontext der Beziehungen zwischen der Stadt und Perugia gestellt werden. Die Abtei spielte eine vermittelnde Rolle und war am 21. Juni 1259 der Sitz für die Festlegung des Kompromisses zwischen den beiden Kommunen.
Im Großen und Ganzen ist das 13. Jahrhundert das Jahrhundert des größten Erfolgs für Valdiponte. Im September 1277 wurde der Abt, zusammen mit den Vertretern aller wichtigen religiösen Körperschaften des Territoriums (die Äbte von San Paolo di Valdiponte und von San Salvatore di Monte Acuto; die Prioren von Sant'Agnese, von Santa Maria Rossa, von San Giovanni del Prugneto, des Hospitals von Castiglione Ugolino, die Präzeptoren von San Giustino d’Arno und von San Girolamo) von den städtischen Behörden von Perugia, in der Residenz und in Anwesenheit des Bischofs und Fra Bevignate zu zwei Treffen über das Aquädukt eingeladen, um konkrete Hilfe für die Verwirklichung des Werkes zu leisten, auf das sich in jenen Jahren die Energien und Ressourcen der gesamten Gemeinschaft konzentrierten und das in der Fontana Maggiore von Nicola und Giovanni Pisano gipfelte. In Abschnitt 412 des Statuts von Perugia aus dem Jahr 1279 wird derselbe Abt zusammen mit denen von S. Pietro, S. Salvatore di Monte Acuto, S. Paolo di Valdiponte, dem Bischof von Perugia und dem Erzpriester von S. Lorenzo ausdrücklich unter den omnes prelat[i] civitatis, comitatus et districtus Perusii genannt. Mit diesen mussten der Podestà und der Capitano del Popolo, unterstützt von den Konsuln der Künste und von sapientes, verhandeln, um die gemeinsame Ernennung von zwei Richtern zu beschließen, die für die Verfahren zwischen den Geistlichen und den Laien der Stadt und des Landes zuständig waren. Diese führende Position wird auch durch die zahlreichen Architektur- und Bauprojekte bestätigt, die in dieser Zeit aufeinander folgten: Von Abt Oratore (1205–1222) wurde der Kreuzgang umgebaut, wie eine Inschrift auf einem Kapitell bezeugt; 1234 wurde die Kirche zusammen mit dem Chor restauriert; 1269 baute Abt Trasmondo (1266–1285) den Glockenturm, und derselbe Abt ließ auch den Kapitelsaal von einem unbekannten Künstler mit Fresken ausmalen; 1297 ließ Abt Deodato (1286–1302) die obere Loggia des Kreuzgangs bauen, um sie auf das Niveau der Kirche zu bringen. Im Jahr 1315 ließ Abt Uguccione Monalducci (1302–1338) ein neues Portal mit einer Fensterrose errichten.

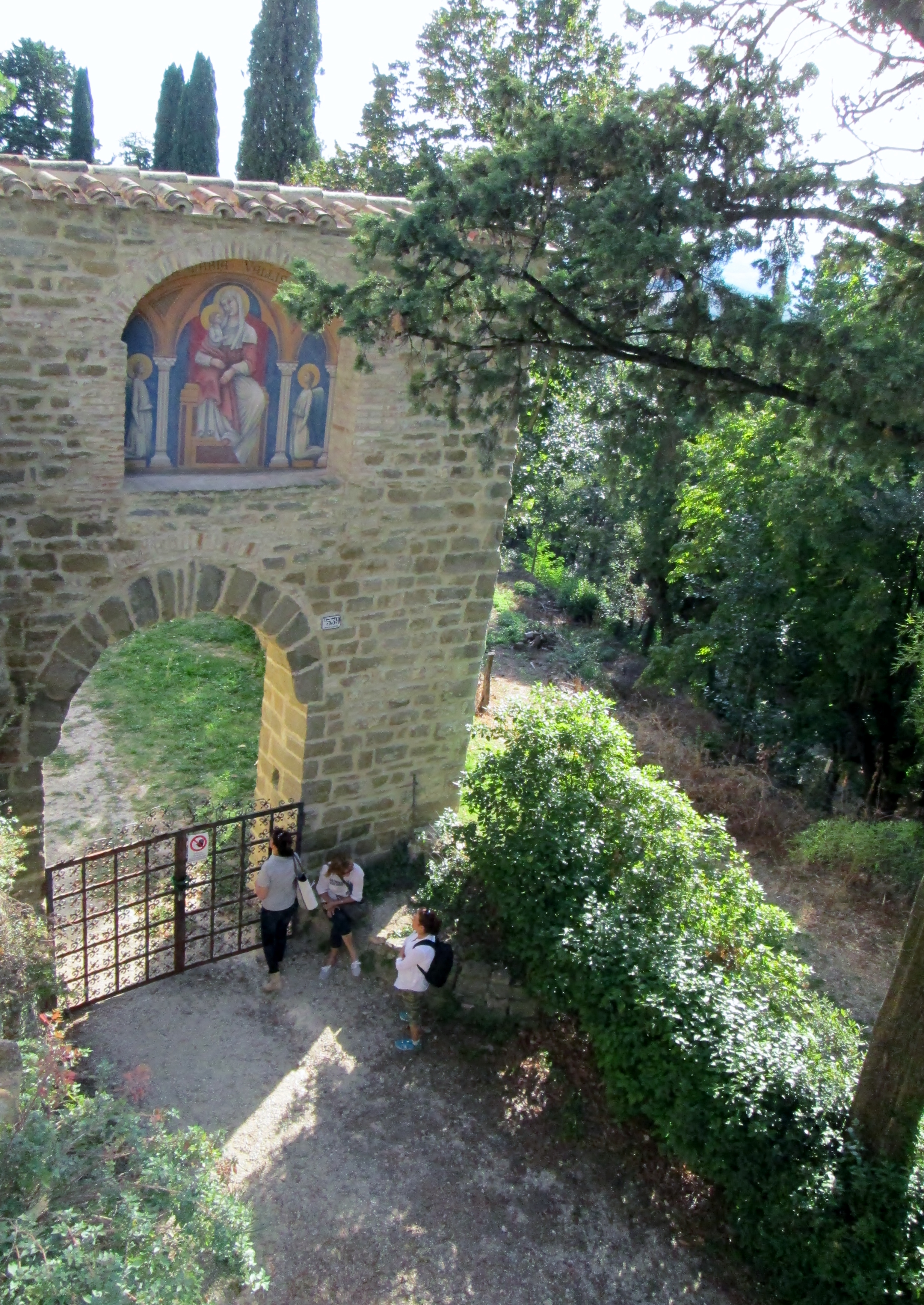
Eingangstor
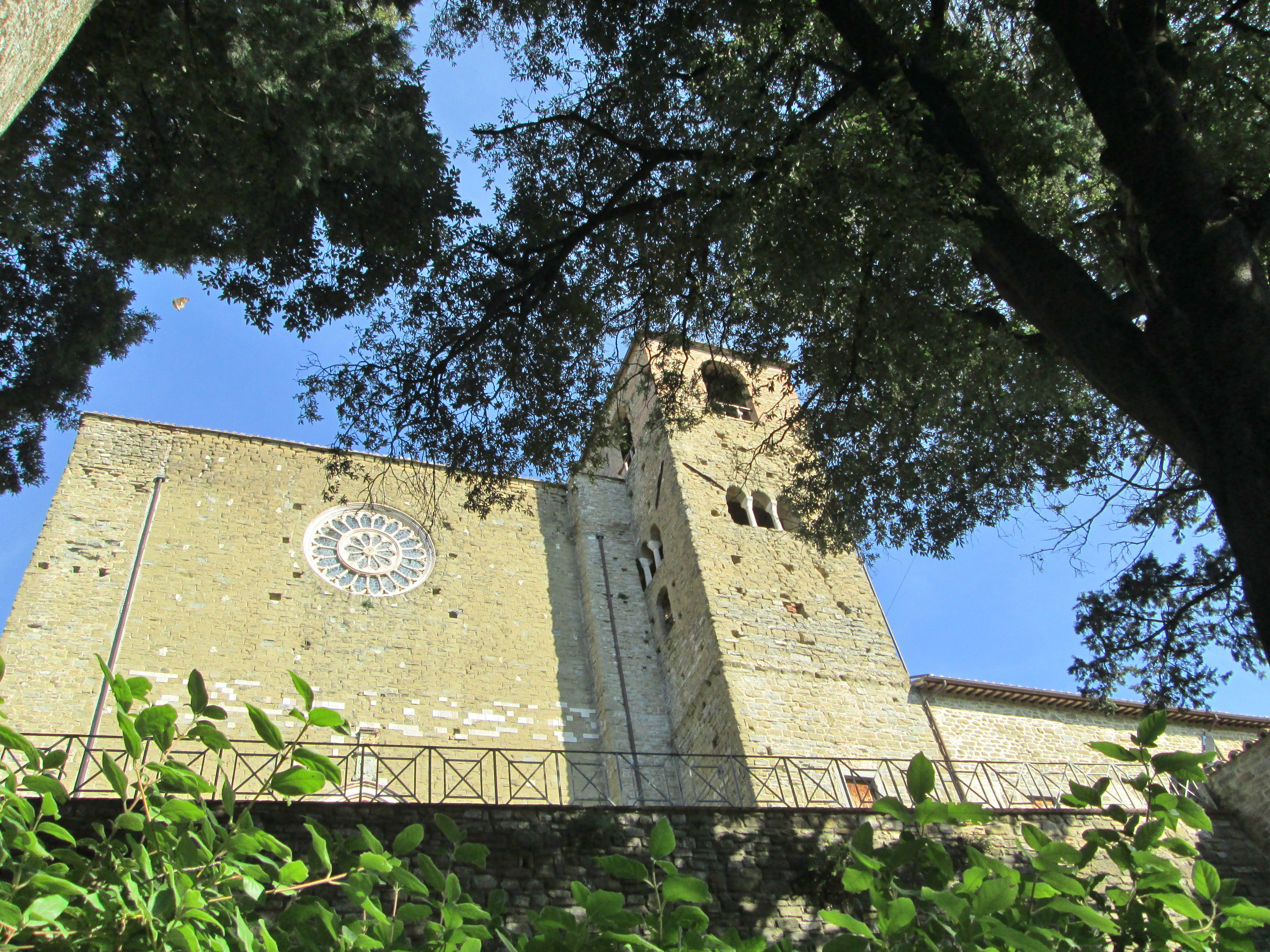
Westfassade der Klosterkirche mit Glockenturm
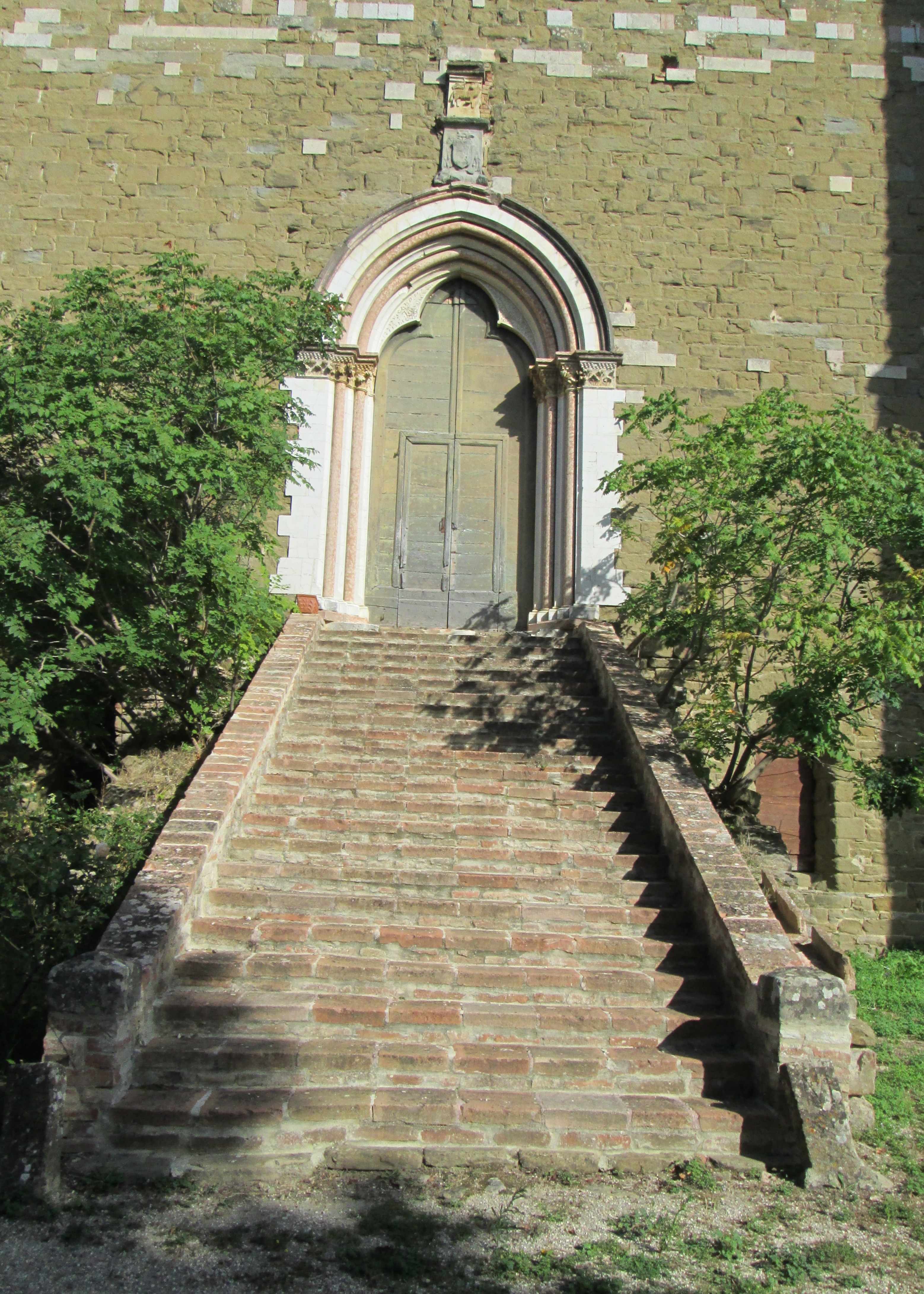
Westportal der Klosterkirche
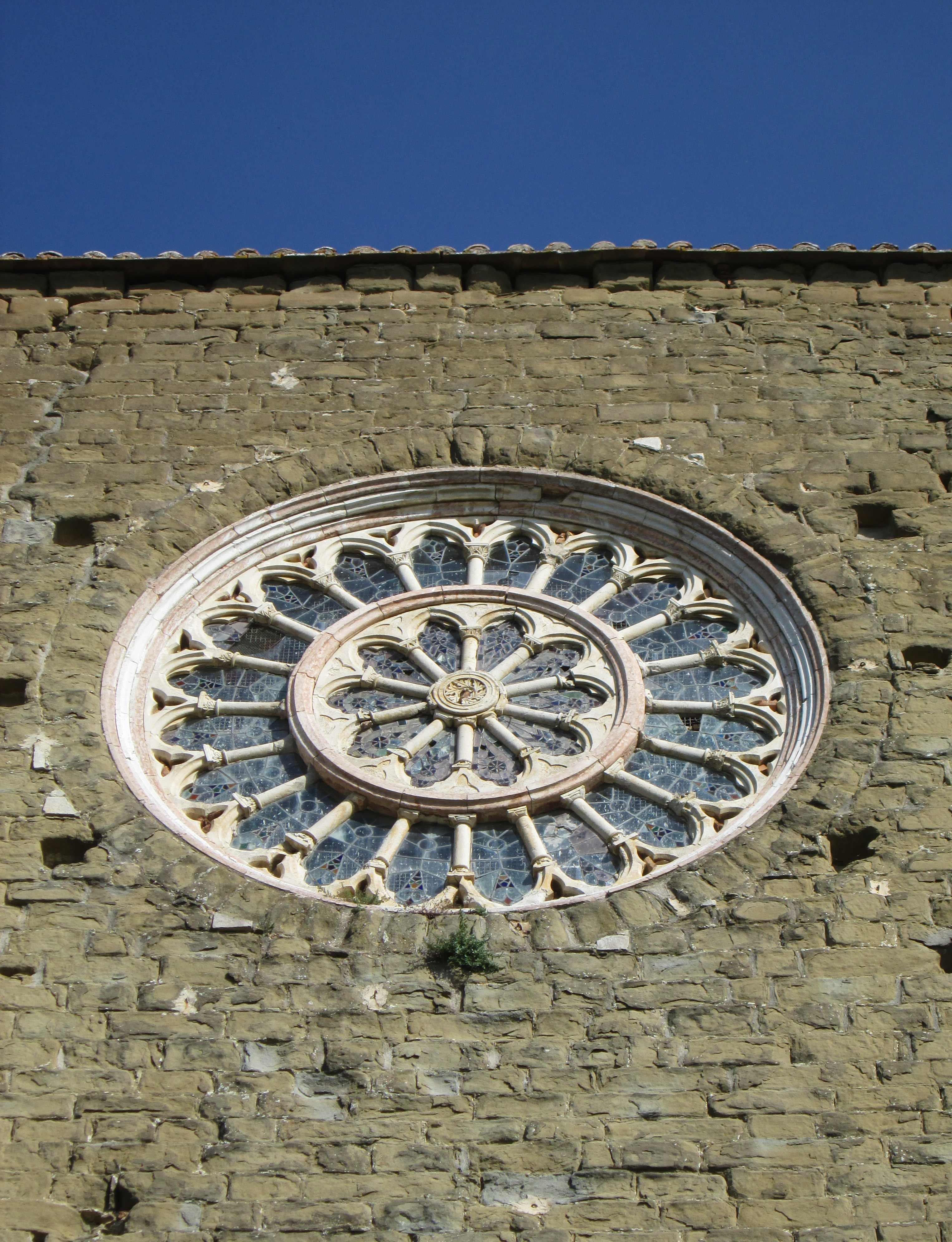
Fensterrose

### Beginn des Niedergangs
Das 14. Jahrhundert brachte eine entscheidende und wichtige Erneuerung in der Verwaltung der Besitztümer, die sich auch in einer größeren Vielfalt der dokumentarischen Quellen widerspiegelt. Es begann die Phase des „Rückzugs“ des Klosters, das mit seinen Äbten darauf verzichtet, auf die nun komplexe und konsolidierte soziale Realität der Stadt sowie auf ihr religiöses Leben einzuwirken. All dies, obwohl in dieser Zeit das Amt des Abtes oft von Mitgliedern wichtiger Familien aus Perugia, im Rahmen der Machtstrategien der einzelnen Fraktionen, bekleidet wurden: dies trug nicht dazu bei, den Frieden innerhalb des Klosters wiederherzustellen, und tatsächlich erreichte die Situation zu Beginn des 14. Jahrhunderts, nach dem Tod von Deodato, und vor allem im Jahr 1318, unter dem Abt Uguccione I. Monalducci, eine kritische Phase, als eine echte „Front“ von Unzufriedenen aufkam.
Im Jahr 1404, nach dem Tod des letzten regulären Abtes, Giacomo, wurde die Abtei zu einer Kommende, die lange Zeit (1527–1651) von Mitgliedern der Familie Cesi aus Todi verwaltet wurde. Dies hatte einen negativen Einfluss auf die für das alte Kloster typische Vitalität und Initiativbereitschaft. Darüber hinaus sehen viele Gelehrte in der Einrichtung der Kommende die Hauptursache für die Besonderheit des Archivs von Valdiponte, nämlich die Tatsache, dass es keine Dokumente kaiserlicher Herkunft und nur wenige päpstlicher Herkunft gibt. Nach Amatori (der von Ettore Ricci aufgegriffen wird) wurden diese Dokumente, die dort hätten sein sollen, von den Kommendeäbten entfernt und anderswo gelagert.
Ende des 16. Jahrhunderts wurde eine Reorganisation des Archivs notwendig. Die Arbeit wurde durch Zufälle wie die Lösung von patrimonialen Streitigkeiten mit den Kanonikern von San Mariano von Gubbio über den Besitz der Kirche von S. Pietro in Vigneto notwendig und die vom Mönch Marcantonio Pandora, dem Herausgeber des ersten überlieferten Summarium der Dokumente, betreut wurde. Der Verfall des Klosters setzte sich im 17. Jahrhundert unaufhaltsam fort, so dass nach dem Tod des letzten Mönchs, Pompeo Berardi, die Abtei säkularisiert wurde. Die Regel wurde erst 1749 wieder eingeführt:  zu dieser Zeit (1743–1754) war Kardinal Filippo Monti kommissarischer Abt, der sich mehr als seine Vorgänger um die Abtei kümmerte, architektonische Restaurierungsarbeiten finanzierte und sich für die Wiederherstellung der Rechte und Güter des Klosters einsetzte. Als die Zisterzienser in den Besitz der Abtei gelangten, befand sich die Kirche immer noch in einem sehr baufälligen Zustand und wurde als Getreidespeicher genutzt, zu dem die Lasttiere Zugang hatten.

### Schließung
Nach der republikanischen und napoleonischen Zeit, in der auch das Kloster Valdiponte aufgehoben und seine Güter enteignet wurden (1808–1815), erfolgte in den Jahren 1859–1860 mit dem Abzug des bereits erwähnten Alberico Amatori, der der letzte Abt und der erste Verfasser historischer Aufzeichnungen war, die endgültige Klosterschließung. Die riesigen Archive wurden in den Depots der Biblioteca Augusta untergebracht, die Kunstwerke fanden einen Platz in der Galleria Nazionale dell’Umbria. Das Gebäude ging in Privatbesitz über und wurde dem Verfall preisgegeben. Während des Zweiten Weltkriegs wurde es 1943–1944 als Depot für die Kunstwerke der Galleria nazionale dell’Umbria, für einige der Pinacoteca di Brera und für die wertvollsten Sammlungen der Biblioteca Augusta genutzt. Schließlich wurde es 1956 von der Gaslini-Stiftung aus Genua erworben, die es noch heute besitzt.

## Äbte

### Regularäbte
- Pietro I <969>
- Pietro II (?) <1020>
- Benedetto <1040>
- Giovanni <1049–1068>
- Rustico <1079?–1090?>
- Corvino <1097>
- Arnaldo <1108–1109>
- Gebizone <1116–1118>
- Attone <1119–1123>
- Bernardo <1127?–1134>
- Tebaldo I 1137–1145
- Alberto 1145–1152
- Tebaldo II 1156–1182
- Armanno 1182–1204
- Oratore 1204–1221
- Ugolino 1222–1226
- Martino 1227–1231
- Bono 1232–1233
- Ercolano 1234–1266
- Trasmondo 1266–1285
- Deodato 1286–1302
- Uguccione I 1302–1338
- Uguccione II 1339–1348
- Paolo 1349–1389
- Giacomo 1389–1404

### Kommendataräbte (ab 1404)
- Ludovico Guidarelli 1405–1427
- Pietro de Capellis 1427–1434
- Gaspare Bartolomei 1434
- Giacomo Filippo degli Arcipreti
- Girolamo Basso della Rovere 1480
- Orlando del Carretto
- Lorenzo Fieschi
- Francesco Armellini Pantalassi de’ Medici 1504–1527
- Federico Cesi
- Ottavio Cesi
- Paolo Emilio Cesi † 1537
- Federico Cesi † 1565
- Pierdonato Cesi
- Angelo Cesi (I) 1585–1614
- Bartolomeo Cesi 1614–1620
- Angelo Cesi (II)
- Giuseppe Brianza Panzirolo
- Pietro Ottoboni † 1740
- Filippo Maria de Monti 1743–1754
- Clemente Argenvilliers
- Luca Melchiore Tempi
- Carlo Caprara
- Giannangelo Braschi 1767–1773
- Giovanni Ottavio Bufalini 1773–1782
- Carlo Livizzani Forni
- Bartolomeo Pacca
- Francesco Gentilini

### Zisterzienseräbte (ab 1749)
- Livio Maria Fabretti 1749–1788
- Lorenzo Fabrini 1788–1791
- Giacomo Frattini 1791–1801
- Amedeo Taloni 1801–1806
- Gerardo Mazzarini 1806–1808
- Giuseppe Gerbolini 1818–1834
- Romano Gasperini 1834–1840
- Tommaso Persichetti 1845–1850
- Alberico Amatori 1851–1859